# Stanley Climbfall
Stanley Climbfall è il secondo album discografico in studio del gruppo musicale rock statunitense Lifehouse, pubblicato nel 2002. 

## Tracce
1. Spin – 4:51
2. Wash – 4:48
3. Sky Is Falling – 3:29
4. Anchor – 5:02
5. Am I Ever Gonna Find Out – 2:39
6. Stanley Climbfall – 3:49
7. Out of Breath – 3:20
8. Just Another Name – 3:24
9. Take Me Away – 4:47
10. My Precious – 4:24
11. Empty Space – 5:02
12. The Beginning – 4:38

## Gruppo
- Jason Wade - voce, chitarra
- Sergio Andrade - basso
- Rick Woolstenhulme Jr. - batteria

## Classifiche
- Billboard 200 - #7